# Tip II topoizomeraza
Tip II topoizomeraze presecaju oba lanca DNK heliksa simultano radi upravljanja zamršenjem DNK i supernamotavanjima. One koriste hidrolizu ATP-a, za razliku od tip I topoizomeraza. U tom procesu, ovi enzimi menjanju koeficijent povezivanja cirkularne DNK za +/-2.

## Funkcija
Nakon presecanja, krajevi DNK se razdvajaju, i drugi DNK dupleks se propušta kroz presek. Nakon prolaza, presečena DNK se ponovo ligira. Ova rekcija omogućava tip II topoizomerazama da povećaju ili smanje koeficijent povezivanje DNK petlje za 2 jedinice, i promoviše hromozomsko razmršavanje.

## Inhibicija
Mali molekuli čija biološka meta je tip II topoizomeraza se dele u dve klase: inhibitore i otrove. 
- Inhibitori tipa II topoizomeraze su između ostalih HU-331, ICRF-187, ICRF-193, i mitindomid. Ti molekuli inhibiraju dejstvo ATPaze putem nekompetitivne inhibicije ATP-a. To je pokazano putem strukturnih (Classen et al. Proceedings of the National Academy of Science, 2005) u biohemijskih studija.
- Otrovi tip II topoizomeraza su etopozid, novobiocin, hinolon (uključujući ciprofloksacin), i tenipozid. Biološka meta ovih malih molekula je DNA-proteinski kompleks. Neki od tih molekula dovode do povećanog presecanja, dok drugi puput etopozida, inhibiraju religaciju.

Eksperimentalni antitumorski lek m-AMSA (4'-(9'-akridinilamino)metanesulfon-m-anizidid) takođe inhibira tip 2 topoizomerazu.

## Literatura
- Nicholas C. Price; Lewis Stevens (1999). Fundamentals of Enzymology: The Cell and Molecular Biology of Catalytic Proteins (Third изд.). USA: Oxford University Press. ISBN 019850229X.
- Eric J. Toone (2006). Advances in Enzymology and Related Areas of Molecular Biology, Protein Evolution (Volume 75 изд.). Wiley-Interscience. ISBN 0471205036.
- Branden C; Tooze J. Introduction to Protein Structure. New York, NY: Garland Publishing. ISBN 0-8153-2305-0.
- Irwin H. Segel. Enzyme Kinetics: Behavior and Analysis of Rapid Equilibrium and Steady-State Enzyme Systems (Book 44 изд.). Wiley Classics Library. ISBN 0471303097.
- William P. Jencks (1987). Catalysis in Chemistry and Enzymology. Dover Publications. ISBN 0486654605.